# A Parigi in vacanza
A Parigi in vacanza (Mon coquin de père) è un film del 1958 diretto da Georges Lacombe. La regia dell'edizione italiana è affidata ad Aldo Vergano.

## Produzione
È il rifacimento del film Non siamo più ragazzi del 1934, diretto da Augusto Genina con gli stessi Gaby Morlay e Claude Dauphin nei ruoli dei giovani protagonisti, oltre a Jean Wall e  Pierre Larquey.